# Изот
Изо́т — мужское русское имя. Является самостоятельной формой, вышедшей из имени Зо́тик. Древнегреческое имя Ζωτικος (Зотик) попало в древнерусскую культуру через христианство.
От имени Изот и его форм произошли фамилии:
- Изотов
- Изотенко
- Зотиков
- Зотов
- Зотин
- Зотенко